# August Wilson
August Wilson, właściwie Frederick August Kittel (ur. 27 kwietnia 1945 w Pittsburghu, w stanie Pensylwania, zm. 2 października 2005 w Seattle, w stanie Waszyngton) – amerykański scenarzysta i dramaturg. Jeden z czołowych amerykańskich dramatopisarzy drugiej połowy XX w.
Jego matka Daisy Wilson była Afroamerykanką, a jego ojciec Frederick August był białym emigrantem niemieckim. Po śmierci swojego ojca, w 1965 roku przyjął imię August Wilson.
Zasłynął przede wszystkim jako autor dziesięciu sztuk teatralnych o życiu i tożsamości Afroamerykanów – każda z nich osadzona była w realiach kolejnej dekady XX stulecia. Za utwory Płoty (Fences) i Lekcja gry na pianinie (Piano Lesson) otrzymał Nagrody Pulitzera, w 1987 i 1990 roku. Pięć sztuk z afroamerykańskiego cyklu Wilsona wyróżniono prestiżowymi w świecie teatralnym nagrodami New York Drama Critics' Circle Awards.
Cierpiał na raka wątroby. Zmarł w wieku 60 lat.

## Życie prywatne
Był trzykrotnie żonaty; z Brendą Burton (1969–1972), z którą ma córkę Sakinę Ansari (ur. 1969), Judy Oliver (1981–1990) i Constanzą Romero (od 1994 do jego śmierci 27 kwietnia 2005), z którą ma córę Azulę Carmen (ur. 1997).